# گری لارسون
گری لارسون (متولد ۱۴ اوت ۱۹۵۰) کارتونیست، طرفدار محیط زیست و نوازنده سابق آمریکایی است. وی خالق مجموعه کارتون تک-صفحه‌ای اون طرفیا است که به مدت پانزده سال در بیش از ۱۹۰۰ روزنامه در سراسر جهان پخش شد. این سریال با بازنشستگی لارسون در ۱ ژانویه ۱۹۹۵ به پایان رسید، اگرچه در سپتامبر ۲۰۱۹ وب سایت وی اشاره به "دوره آنلاین جدید «اون طرفیا». در ۸ ژوئیه سال ۲۰۲۰، لارسون سه طنز منتشر کرد که اولین آنها در ۲۵ سال گذشته‌است. بیست و سه کتاب از کاریکاتورهای جمع‌آوری شده بیش از چهل و پنج میلیون نسخه فروش ترکیبی دارد.